# Roda (náutica)

Partes de la proa de un barco.

En náutica, la roda (roa, roda de proa, ant. codaste) es una parte del barco. En las embarcaciones de madera de construcción tradicional (con quilla, cuadernas y casco trincado) la roda de proa es una pieza de madera situada en el extremo de proa de la quilla prolongándola, y que se alza en posición más vertical. (fr. brion; ing. stem; it. colomba). 

## Etimología
Antiguamente, Tomé Cano da también el nombre de codaste a la roda, igual al codaste de popa, llamando en común y en plural codastes a una y otra pieza. 
- Tomé Cano (Arte de fabricar naos, impreso en Madrid en 1611, en 4°)

## Partes

### Partes en un Buque Menor
- Proa

1. Roda
  - Caperol (Capion): es el extremo superior de la roda en las embarcaciones menores.
2. Pie de roda

### Partes en un Buque Mayor
- Braque
  1. Caperol (Cabeza de Braque)
  2. Roda (Roda de proa, ant. Codaste)
  3. Pie de roda

## Descripción
Muchas veces la roda tiene una pieza de refuerzo adosada, la contrarroda. También, en algunos casos, puede tener otra pieza unida a ella más a proa: el tajamar. Es la primera que corta el agua cuando avanza el barco.
El refuerzo interno de la roda, las contrarrodas, desempeñan una función parecida a la pieza denominada sobrequilla. De la quilla surge la roda. De la sobrequilla surge la contrarroda.
En los barcos antiguos y de gran desplazamiento, la estructura era más compleja que en los barcos más pequeños y modernos. Podían tener piezas de refuerzo.
En todos los casos de construcción tradicional, con las lamas del casco trincado sensiblemente horizontales, estas lamas llegaban hasta las rodas (dentro de una regata o rebaje adecuado) o en las contrarrodas.
Los catamaranes, al tener dos cascos, tienen dos rodas de proa.

## Tipos
- Roda vertical: es la perpendicular a la quilla.
- Roda inclinada: es la que está inclinada respecto a la quilla.
- Roda limpia: es la que no tiene tajamar. De aquí el llamar Rodelano al buque de esta circunstancia.

## Expresiones
- A fil de roda (A fil de roa, A fil del viento):  exp. adv. con que se da a entender que la dirección de este coincide con la de la quilla por la parte de proa, o que la de cualquier otra cosa concurrre con la de él mismo.